# El Hadjadj
El Hadjadj (em árabe: الحجاج) é uma cidade e comuna localizada na província de Chlef, Argélia. Segundo o censo de 2008, a população total da cidade era de 8 478 habitantes.